# Konstancie Vratislavská
Konstancie Vratislavská (Konstancja wrocławska; nar. nejpozději v roce 1227 – 23. únor 1257) byla kujavská kněžna z rodu Piastovců, dcera Jindřicha II. Pobožného a české princezny Anny, druhá manželka Kazimíra I. Kujavského

## Život
Konstancie se narodila jako druhé dítě svých rodičů nejpozději v roce 1227, jelikož k jejímu sňatku s Kazimírem Kujavským došlo v roce 1239 a podle tehdejšího kanonického práva musela ke dni sňatku dovršit dvanácti let.. Pojmenovaná byla zřejmě podle své babičky Konstancie Uherské. Z jejích sourozenců byla v té době vdaná jen její starší sestra Gertruda Vratislavská. Stejně jako její sourozenci byla umístěna svými rodiči v klášteře Trzebnica, kde studovala pod dohledem své babičky Hedviky. Díky tomu se z Konstancie stala zbožná žena.
V roce 1239 uzavřela manželství s Kazimírem I. Kujavským, druhým synem Konráda Mazovského. O důvodu tohoto sňatku existují dvě teorie. Podle první chtěl Konstanciin otec Jindřich silnou alianci s potenciálním nepřítelem Konrádem Mazovským. Konstanciina sestra Gertruda už byla vdaná za Konrádova nejstaršího syna Boleslava a sňatek Konstancie by alianci s Konrádem Mazovským jen upevnil. Podle druhé teorie se Konstanciin otec dostal do vnitřních i vnějších státních problémů, takže dobré vztahy s mazovským vévodou by byly k užitku. Sňatek by byl efektivním nástrojem pro zesílení spolupráce.
Konstanciin manžel Kazimír se narodil mezi lety 1210–1213. Jeho první manželkou se stala kolem roku 1233 Hedvika (asi 1218 – asi 1235), podle některých historiků dcera Vladislava Odonice Velkopolského. Toto manželství zřejmě zůstalo bezdětné. Konstancie porodila Kazimírovi tyto syny:
- Lešek II. Černý (asi 1240–30.9.1288), kníže polský
- Siemomysl Kujavský (1241/45–1287)

Konstancie zemřela v roce 1257, podle různých zdrojů 21. nebo 23. února. Pohřbená je na neznámém místě.